# Passo di Correboi
Il passo di Correboi o Corr'e Boi (Arcu Correboi in sardo e nella toponomastica IGM, Corr'e boi o Corru de boi o Orru e voe che in italiano significa Corno di bue, 1246 m s.l.m.) è il valico automobilistico più alto della Sardegna.
Situato nel massiccio del Gennargentu separa i territori della Barbagia da quelli dell'Ogliastra oltre a costituire lo spartiacque naturale tra il bacino del Taloro-Tirso e quello del Flumendosa.
Unico valico originario della  strada statale 389 di Buddusò e del Correboi, nell'uso quotidiano è stato sostituito dalla galleria del Correboi della nuova strada a scorrimento veloce, classificata come  strada statale 389 var Nuoro-Lanusei.
Oltre che per i tradizionali usi di pascolo e transumanza, richiamati nell'omonima canzone Correboi dell'album Buffa! del 1993 di Giuseppe Masia, e grazie alla bellezza del paesaggio circostante, il valico è oggi meta soprattutto di mototuristi e cicloturisti. Sulla sommità è presente una piccola statua della Madonna, e poco vicino si trova l'omonima miniera di Correboi nel territorio di Villagrande.